# Luis Sorela Carcaño
Luis Sorela Carcaño   (illa de León, 18 de juny de 1784 - Madrid, 31 d'octubre de 1847) va ser un hisendista i polític espanyol.
Fill d'espanyol i italiana, el cognom de la seva mare era Calcagno, va estudiar a la Universitat de Sevilla per començar una brillant carrera administrativa exercint ocupacions de director de les Butlles i Penes de Cambra i del Dret del Registre, director general de Deute Públic o president de la Junta de Liquidació del Deute de l'Estat. Durant el Trienni liberal va ocupar el lloc de  secretari d'Estat i del despatx d'Hisenda interí entre els dies 2 i 4 de març de 1821, entre l'11 i 24 de gener de 1822 i entre el 30 de gener al 28 de febrer de 1822.